# Меморіальний парк Уїлла Роджерса
Меморіальний парк Уїлла Роджерса — публічний парк в Беверлі Гіллз, Каліфорнія.

## Розташування
Парк має форму трикутника і оточений проспектами Вест Сансет Бульвар, Норс Кенон Драйв і Норс Беверлі Драйв.
У 1998 році британський співак Джордж Майкл був затриманий поліцією після спроби приставання із сексуальними намірами в громадському туалеті до молодого чоловіка. Чоловік виявився поліцейським у штатському.

## Галерея
| Sign of Use and Conduct of the Will Rogers Memorial Park |
|                                                          |

| View of the Margaret J. Anderson Fountain in the Will Rogers Memorial Park |
|                                                                            |

| View of the Margaret J. Anderson Fountain and its reflection in the Will Rogers Memorial Park |
|                                                                                               |

| Bronze plaque about the Will Rogers Memorial Park |
|                                                   |

| Another bronze plaque about the Will Rogers Memorial Park |
|                                                           |

| Plaque of the Beverly Hills Garden Club in the Will Rogers Memorial Park |
|                                                                          |

| Dragon Tree in the Will Rogers Memorial Park |
|                                              |

| Turtles in the Will Rogers Memorial Park |
|                                          |

| Big fish in the Will Rogers Memorial Park |
|                                           |